# Kick Me
"Kick Me" é uma canção da banda de post-hardcore americana Sleeping with Sirens, lançada em 10 de novembro de 2014 pela Epitaph Records. Foi produzida por John Feldmann e é o primeiro single do quarto álbum de estúdio da banda, Madness. A música marca o primeiro lançamento da banda pela Epitaph, após sua saída da Rise Records.
"Kick Me" ganhou o prêmio de Canção do Ano pela Alternative Press em 2015.

## Lançamento
No final de agosto, Sleeping with Sirens tocou "Kick Me" pela primeira vez no Reading Festival no Reino Unido. Também foi revelado que o videoclipe da música já havia sido gravado. "Kick Me" foi lançado no canal oficial do YouTube da Epitaph Records em 10 de novembro de 2014, revelando que a banda havia trocado de gravadora.
O videoclipe da canção foi filmado em um show surpresa em Londres, pouco tempo antes do lançamento. Foi dirigido por Sitcom Soldiers.

## Produção e temas
O vocalista Kellin Quinn contou que após John Feldman produzir "Kick Me", ele se inspirou a criar o novo álbum Madness, pois antes "não faziamos ideia do que diabos fazer". Falando sobre o significado da música, Quinn afirmou: “Não importa o que os outros pensam de você, contanto que você saiba quem você é por dentro”.

## Ficha técnica
Sleeping with Sirens
- Kellin Quinn – vocal principal
- Nick Martin – guitarra rítmica
- Jack Fowler – guitarra solo
- Justin Hills – baixo
- Gabe Barham – bateria

Produção
- John Feldmann

## Paradas
| Parada (2014)                                           | Posição de pico |
| ------------------------------------------------------- | --------------- |
| Reino Unido (OCC UK Rock and Metal)                     | 10              |
| Estados Unidos (Billboard Hot Rock & Alternative Songs) | 23              |